# Mahdalînivka, Orihiv
Mahdalînivka (în ucraineană Магдалинівка) este un sat în comuna Novoiakovlivka din raionul Orihiv, regiunea Zaporijjea, Ucraina.

## Demografie
Componența lingvistică a localității Mahdalînivka
     Ucraineană (90,69%)
     Rusă (8,23%)
Conform recensământului din 2001, majoritatea populației localității Mahdalînivka era vorbitoare de ucraineană (90,69%), existând în minoritate și vorbitori de rusă (8,23%) și armeană (1,08%).